# Plator insolens
Plator insolens är en spindelart som beskrevs av Simon 1880. Plator insolens ingår i släktet Plator och familjen Trochanteriidae. Inga underarter finns listade i Catalogue of Life.